# Lista di asteroidi (190001-191000)
Di seguito una lista di asteroidi dal numero 190001 al 191000 con data di scoperta e scopritore.

## 190001-190100
| Nome              | Designazione provvisoria | Data di scoperta  | Scopritore           |
| ----------------- | ------------------------ | ----------------- | -------------------- |
| 190001 -          | 2004 HL45                | 21 aprile 2004    | LINEAR               |
| 190002 -          | 2004 JP14                | 9 maggio 2004     | Spacewatch           |
| 190003 -          | 2004 JR26                | 15 maggio 2004    | LINEAR               |
| 190004 -          | 2004 KM6                 | 18 maggio 2004    | LINEAR               |
| 190005 -          | 2004 KQ17                | 19 maggio 2004    | Spacewatch           |
| 190006 -          | 2004 LL11                | 11 giugno 2004    | NEAT                 |
| 190007 -          | 2004 LM13                | 11 giugno 2004    | LINEAR               |
| 190008 -          | 2004 LT13                | 11 giugno 2004    | LINEAR               |
| 190009 -          | 2004 LV18                | 11 giugno 2004    | LINEAR               |
| 190010 -          | 2004 MM7                 | 27 giugno 2004    | Broughton, J.        |
| 190011 -          | 2004 NR1                 | 9 luglio 2004     | LINEAR               |
| 190012 -          | 2004 NV4                 | 9 luglio 2004     | NEAT                 |
| 190013 -          | 2004 NW12                | 11 luglio 2004    | LINEAR               |
| 190014 -          | 2004 NH22                | 11 luglio 2004    | LINEAR               |
| 190015 -          | 2004 NA27                | 11 luglio 2004    | LINEAR               |
| 190016 -          | 2004 OT9                 | 20 luglio 2004    | Broughton, J.        |
| 190017 -          | 2004 PY15                | 7 agosto 2004     | NEAT                 |
| 190018 -          | 2004 PU16                | 7 agosto 2004     | CINEOS               |
| 190019 -          | 2004 PW35                | 8 agosto 2004     | LONEOS               |
| 190020 -          | 2004 PY55                | 8 agosto 2004     | LONEOS               |
| 190021 -          | 2004 PZ55                | 8 agosto 2004     | LONEOS               |
| 190022 -          | 2004 PX58                | 9 agosto 2004     | LINEAR               |
| 190023 -          | 2004 PP83                | 10 agosto 2004    | LINEAR               |
| 190024 -          | 2004 PB102               | 11 agosto 2004    | NEAT                 |
| 190025 -          | 2004 PO103               | 12 agosto 2004    | LINEAR               |
| 190026 Iskorosten | 2004 QJ                  | 16 agosto 2004    | Andrushivka          |
| 190027 -          | 2004 QB13                | 21 agosto 2004    | Siding Spring Survey |
| 190028 -          | 2004 QG14                | 19 agosto 2004    | LINEAR               |
| 190029 -          | 2004 QE17                | 25 agosto 2004    | LINEAR               |
| 190030 -          | 2004 RC1                 | 3 settembre 2004  | NEAT                 |
| 190031 -          | 2004 RW17                | 7 settembre 2004  | Spacewatch           |
| 190032 -          | 2004 RG41                | 7 settembre 2004  | Spacewatch           |
| 190033 -          | 2004 RM54                | 8 settembre 2004  | LINEAR               |
| 190034 -          | 2004 RZ61                | 8 settembre 2004  | LINEAR               |
| 190035 -          | 2004 RY63                | 8 settembre 2004  | LINEAR               |
| 190036 -          | 2004 RM75                | 8 settembre 2004  | LINEAR               |
| 190037 -          | 2004 RF78                | 8 settembre 2004  | LINEAR               |
| 190038 -          | 2004 RK88                | 7 settembre 2004  | NEAT                 |
| 190039 -          | 2004 RR88                | 8 settembre 2004  | LINEAR               |
| 190040 -          | 2004 RY103               | 8 settembre 2004  | NEAT                 |
| 190041 -          | 2004 RO106               | 8 settembre 2004  | NEAT                 |
| 190042 -          | 2004 RW112               | 6 settembre 2004  | LINEAR               |
| 190043 -          | 2004 RY112               | 6 settembre 2004  | LINEAR               |
| 190044 -          | 2004 RB113               | 6 settembre 2004  | LINEAR               |
| 190045 -          | 2004 RC124               | 7 settembre 2004  | NEAT                 |
| 190046 -          | 2004 RZ150               | 9 settembre 2004  | LINEAR               |
| 190047 -          | 2004 RH152               | 10 settembre 2004 | LINEAR               |
| 190048 -          | 2004 RU159               | 10 settembre 2004 | LINEAR               |
| 190049 -          | 2004 RJ168               | 8 settembre 2004  | LINEAR               |
| 190050 -          | 2004 RF171               | 9 settembre 2004  | LINEAR               |
| 190051 -          | 2004 RL174               | 10 settembre 2004 | LINEAR               |
| 190052 -          | 2004 RP181               | 10 settembre 2004 | LINEAR               |
| 190053 -          | 2004 RH182               | 10 settembre 2004 | LINEAR               |
| 190054 -          | 2004 RO200               | 10 settembre 2004 | LINEAR               |
| 190055 -          | 2004 RK220               | 11 settembre 2004 | LINEAR               |
| 190056 -          | 2004 RQ249               | 13 settembre 2004 | Spacewatch           |
| 190057 Nakagawa   | 2004 RR252               | 14 settembre 2004 | Hori, H., Maeno, H.  |
| 190058 -          | 2004 RS257               | 9 settembre 2004  | LONEOS               |
| 190059 -          | 2004 RW306               | 12 settembre 2004 | LINEAR               |
| 190060 -          | 2004 RA307               | 12 settembre 2004 | LINEAR               |
| 190061 -          | 2004 RP314               | 15 settembre 2004 | Spacewatch           |
| 190062 -          | 2004 RZ315               | 9 settembre 2004  | LINEAR               |
| 190063 -          | 2004 RS318               | 12 settembre 2004 | Spacewatch           |
| 190064 -          | 2004 RU320               | 13 settembre 2004 | LINEAR               |
| 190065 -          | 2004 RY320               | 13 settembre 2004 | LINEAR               |
| 190066 -          | 2004 RV322               | 13 settembre 2004 | LINEAR               |
| 190067 -          | 2004 RX327               | 14 settembre 2004 | LINEAR               |
| 190068 -          | 2004 RR332               | 14 settembre 2004 | NEAT                 |
| 190069 -          | 2004 RU332               | 14 settembre 2004 | NEAT                 |
| 190070 -          | 2004 RL346               | 9 settembre 2004  | LINEAR               |
| 190071 -          | 2004 SU16                | 17 settembre 2004 | LONEOS               |
| 190072 -          | 2004 SW22                | 17 settembre 2004 | Spacewatch           |
| 190073 -          | 2004 SY44                | 18 settembre 2004 | LINEAR               |
| 190074 -          | 2004 SO45                | 18 settembre 2004 | LINEAR               |
| 190075 -          | 2004 SP56                | 16 settembre 2004 | LONEOS               |
| 190076 -          | 2004 SK58                | 16 settembre 2004 | LONEOS               |
| 190077 -          | 2004 TL11                | 4 ottobre 2004    | Tucker, R. A.        |
| 190078 -          | 2004 TL17                | 10 ottobre 2004   | LINEAR               |
| 190079 -          | 2004 TL21                | 3 ottobre 2004    | NEAT                 |
| 190080 -          | 2004 TD38                | 4 ottobre 2004    | Spacewatch           |
| 190081 -          | 2004 TB50                | 4 ottobre 2004    | Spacewatch           |
| 190082 -          | 2004 TP51                | 4 ottobre 2004    | Spacewatch           |
| 190083 -          | 2004 TB79                | 4 ottobre 2004    | LONEOS               |
| 190084 -          | 2004 TO83                | 5 ottobre 2004    | Spacewatch           |
| 190085 -          | 2004 TQ110               | 7 ottobre 2004    | LINEAR               |
| 190086 -          | 2004 TW112               | 7 ottobre 2004    | NEAT                 |
| 190087 -          | 2004 TR132               | 7 ottobre 2004    | LINEAR               |
| 190088 -          | 2004 TU133               | 7 ottobre 2004    | NEAT                 |
| 190089 -          | 2004 TM135               | 8 ottobre 2004    | LONEOS               |
| 190090 -          | 2004 TN135               | 8 ottobre 2004    | LONEOS               |
| 190091 -          | 2004 TU135               | 8 ottobre 2004    | LONEOS               |
| 190092 -          | 2004 TO143               | 4 ottobre 2004    | Spacewatch           |
| 190093 -          | 2004 TH148               | 6 ottobre 2004    | Spacewatch           |
| 190094 -          | 2004 TL161               | 6 ottobre 2004    | Spacewatch           |
| 190095 -          | 2004 TR172               | 8 ottobre 2004    | LINEAR               |
| 190096 -          | 2004 TY192               | 7 ottobre 2004    | Spacewatch           |
| 190097 -          | 2004 TY221               | 7 ottobre 2004    | LINEAR               |
| 190098 -          | 2004 TF227               | 8 ottobre 2004    | Spacewatch           |
| 190099 -          | 2004 TA241               | 10 ottobre 2004   | LINEAR               |
| 190100 -          | 2004 TS260               | 9 ottobre 2004    | Spacewatch           |

## 190101-190200
| Nome            | Designazione provvisoria | Data di scoperta  | Scopritore          |
| --------------- | ------------------------ | ----------------- | ------------------- |
| 190101 -        | 2004 TR264               | 9 ottobre 2004    | Spacewatch          |
| 190102 -        | 2004 TK268               | 9 ottobre 2004    | Spacewatch          |
| 190103 -        | 2004 TP285               | 8 ottobre 2004    | LINEAR              |
| 190104 -        | 2004 TU287               | 9 ottobre 2004    | LINEAR              |
| 190105 -        | 2004 TM290               | 10 ottobre 2004   | Spacewatch          |
| 190106 -        | 2004 TV308               | 10 ottobre 2004   | LINEAR              |
| 190107 -        | 2004 TY333               | 9 ottobre 2004    | Spacewatch          |
| 190108 -        | 2004 TQ345               | 14 ottobre 2004   | Spacewatch          |
| 190109 -        | 2004 TX355               | 7 ottobre 2004    | LINEAR              |
| 190110 -        | 2004 TD356               | 10 ottobre 2004   | NEAT                |
| 190111 -        | 2004 TJ356               | 14 ottobre 2004   | LONEOS              |
| 190112 -        | 2004 TV366               | 10 ottobre 2004   | Spacewatch          |
| 190113 -        | 2004 UX2                 | 18 ottobre 2004   | LINEAR              |
| 190114 -        | 2004 VH12                | 3 novembre 2004   | CSS                 |
| 190115 -        | 2004 VY13                | 4 novembre 2004   | LINEAR              |
| 190116 -        | 2004 VU35                | 3 novembre 2004   | Spacewatch          |
| 190117 -        | 2004 VB57                | 5 novembre 2004   | LINEAR              |
| 190118 -        | 2004 VR60                | 10 novembre 2004  | Young, J. W.        |
| 190119 -        | 2004 VA64                | 10 novembre 2004  | LINEAR              |
| 190120 -        | 2004 VS72                | 9 novembre 2004   | CSS                 |
| 190121 -        | 2004 WJ8                 | 19 novembre 2004  | CSS                 |
| 190122 -        | 2004 WZ9                 | 30 novembre 2004  | NEAT                |
| 190123 -        | 2004 XQ6                 | 2 dicembre 2004   | LINEAR              |
| 190124 -        | 2004 XR16                | 10 dicembre 2004  | Ferrando, R.        |
| 190125 -        | 2004 XZ177               | 12 dicembre 2004  | Spacewatch          |
| 190126 -        | 2004 XY190               | 11 dicembre 2004  | CINEOS              |
| 190127 -        | 2004 YY2                 | 17 dicembre 2004  | LINEAR              |
| 190128 -        | 2004 YY30                | 18 dicembre 2004  | LINEAR              |
| 190129 -        | 2005 CP4                 | 1 febbraio 2005   | Spacewatch          |
| 190130 -        | 2005 CR25                | 4 febbraio 2005   | Charleston          |
| 190131 -        | 2005 CJ60                | 4 febbraio 2005   | LINEAR              |
| 190132 -        | 2005 JY1                 | 4 maggio 2005     | CSS                 |
| 190133 -        | 2005 LU35                | 11 giugno 2005    | Spacewatch          |
| 190134 -        | 2005 NF60                | 9 luglio 2005     | Spacewatch          |
| 190135 -        | 2005 QE30                | 26 agosto 2005    | NEAT                |
| 190136 -        | 2005 QW50                | 26 agosto 2005    | NEAT                |
| 190137 -        | 2005 QM157               | 30 agosto 2005    | NEAT                |
| 190138 -        | 2005 RW27                | 10 settembre 2005 | LONEOS              |
| 190139 Hansküng | 2005 RV32                | 14 settembre 2005 | a Casulli, V. S.    |
| 190140 -        | 2005 ST26                | 23 settembre 2005 | Spacewatch          |
| 190141 -        | 2005 SU63                | 26 settembre 2005 | Spacewatch          |
| 190142 -        | 2005 SX109               | 26 settembre 2005 | Spacewatch          |
| 190143 -        | 2005 SD130               | 29 settembre 2005 | LONEOS              |
| 190144 -        | 2005 SR151               | 25 settembre 2005 | Spacewatch          |
| 190145 -        | 2005 SN164               | 27 settembre 2005 | NEAT                |
| 190146 -        | 2005 SH174               | 29 settembre 2005 | LONEOS              |
| 190147 -        | 2005 SA191               | 29 settembre 2005 | LONEOS              |
| 190148 -        | 2005 SS197               | 30 settembre 2005 | Spacewatch          |
| 190149 -        | 2005 SU198               | 30 settembre 2005 | Mount Lemmon Survey |
| 190150 -        | 2005 SM214               | 30 settembre 2005 | CSS                 |
| 190151 -        | 2005 SR257               | 18 settembre 2005 | NEAT                |
| 190152 -        | 2005 TG28                | 1 ottobre 2005    | LONEOS              |
| 190153 -        | 2005 TK45                | 3 ottobre 2005    | CSS                 |
| 190154 -        | 2005 TL83                | 3 ottobre 2005    | LINEAR              |
| 190155 -        | 2005 TW103               | 8 ottobre 2005    | LINEAR              |
| 190156 -        | 2005 TG105               | 8 ottobre 2005    | CSS                 |
| 190157 -        | 2005 TN106               | 10 ottobre 2005   | Spacewatch          |
| 190158 -        | 2005 TR153               | 7 ottobre 2005    | LINEAR              |
| 190159 -        | 2005 TD173               | 13 ottobre 2005   | LINEAR              |
| 190160 -        | 2005 TE173               | 13 ottobre 2005   | LINEAR              |
| 190161 -        | 2005 TJ174               | 7 ottobre 2005    | LINEAR              |
| 190162 -        | 2005 UM45                | 22 ottobre 2005   | CSS                 |
| 190163 -        | 2005 UY54                | 23 ottobre 2005   | CSS                 |
| 190164 -        | 2005 UB60                | 25 ottobre 2005   | LONEOS              |
| 190165 -        | 2005 US115               | 23 ottobre 2005   | NEAT                |
| 190166 -        | 2005 UP156               | 31 ottobre 2005   | Spacewatch          |
| 190167 -        | 2005 UW158               | 26 ottobre 2005   | Sposetti, S.        |
| 190168 -        | 2005 UE170               | 24 ottobre 2005   | Spacewatch          |
| 190169 -        | 2005 UD190               | 27 ottobre 2005   | Mount Lemmon Survey |
| 190170 -        | 2005 UT215               | 25 ottobre 2005   | Spacewatch          |
| 190171 -        | 2005 UA216               | 25 ottobre 2005   | Spacewatch          |
| 190172 -        | 2005 UQ230               | 25 ottobre 2005   | CSS                 |
| 190173 -        | 2005 UJ354               | 29 ottobre 2005   | CSS                 |
| 190174 -        | 2005 UA364               | 27 ottobre 2005   | Spacewatch          |
| 190175 -        | 2005 UR368               | 27 ottobre 2005   | Spacewatch          |
| 190176 -        | 2005 UM390               | 29 ottobre 2005   | Mount Lemmon Survey |
| 190177 -        | 2005 UQ397               | 28 ottobre 2005   | CSS                 |
| 190178 -        | 2005 UQ411               | 31 ottobre 2005   | Mount Lemmon Survey |
| 190179 -        | 2005 UT411               | 31 ottobre 2005   | Mount Lemmon Survey |
| 190180 -        | 2005 UC478               | 27 ottobre 2005   | LONEOS              |
| 190181 -        | 2005 VM16                | 3 novembre 2005   | LINEAR              |
| 190182 -        | 2005 VZ42                | 4 novembre 2005   | Spacewatch          |
| 190183 -        | 2005 VX73                | 1 novembre 2005   | Mount Lemmon Survey |
| 190184 -        | 2005 VT78                | 6 novembre 2005   | Spacewatch          |
| 190185 -        | 2005 WO30                | 21 novembre 2005  | Spacewatch          |
| 190186 -        | 2005 WM31                | 21 novembre 2005  | Spacewatch          |
| 190187 -        | 2005 WB39                | 25 novembre 2005  | Mount Lemmon Survey |
| 190188 -        | 2005 WF73                | 25 novembre 2005  | CSS                 |
| 190189 -        | 2005 WA76                | 25 novembre 2005  | Spacewatch          |
| 190190 -        | 2005 WD88                | 28 novembre 2005  | Mount Lemmon Survey |
| 190191 -        | 2005 WG103               | 26 novembre 2005  | CSS                 |
| 190192 -        | 2005 WJ147               | 25 novembre 2005  | CSS                 |
| 190193 -        | 2005 WM158               | 28 novembre 2005  | LINEAR              |
| 190194 -        | 2005 WF178               | 30 novembre 2005  | Spacewatch          |
| 190195 -        | 2005 WT179               | 21 novembre 2005  | CSS                 |
| 190196 -        | 2005 XE27                | 4 dicembre 2005   | Spacewatch          |
| 190197 -        | 2005 XS29                | 7 dicembre 2005   | LINEAR              |
| 190198 -        | 2005 XO84                | 9 dicembre 2005   | LINEAR              |
| 190199 -        | 2005 YH111               | 25 dicembre 2005  | Spacewatch          |
| 190200 -        | 2005 YZ138               | 27 dicembre 2005  | Mount Lemmon Survey |

## 190201-190300
| Nome              | Designazione provvisoria | Data di scoperta  | Scopritore                                                |
| ----------------- | ------------------------ | ----------------- | --------------------------------------------------------- |
| 190201 -          | 2005 YX145               | 29 dicembre 2005  | LINEAR                                                    |
| 190202 -          | 2005 YS155               | 25 dicembre 2005  | LONEOS                                                    |
| 190203 -          | 2005 YA158               | 27 dicembre 2005  | Spacewatch                                                |
| 190204 -          | 2005 YV163               | 28 dicembre 2005  | NEAT                                                      |
| 190205 -          | 2005 YP207               | 28 dicembre 2005  | Spacewatch                                                |
| 190206 -          | 2005 YC233               | 28 dicembre 2005  | Spacewatch                                                |
| 190207 -          | 2005 YF269               | 25 dicembre 2005  | Mount Lemmon Survey                                       |
| 190208 -          | 2006 AQ                  | 2 gennaio 2006    | Tholen, D. J.                                             |
| 190209 -          | 2006 AA21                | 5 gennaio 2006    | CSS                                                       |
| 190210 -          | 2006 AS66                | 9 gennaio 2006    | Spacewatch                                                |
| 190211 -          | 2006 BY20                | 22 gennaio 2006   | Mount Lemmon Survey                                       |
| 190212 -          | 2006 BY45                | 23 gennaio 2006   | Mount Lemmon Survey                                       |
| 190213 -          | 2006 BL66                | 23 gennaio 2006   | Spacewatch                                                |
| 190214 -          | 2006 BQ90                | 25 gennaio 2006   | Spacewatch                                                |
| 190215 -          | 2006 BR92                | 26 gennaio 2006   | Mount Lemmon Survey                                       |
| 190216 -          | 2006 BD114               | 25 gennaio 2006   | Spacewatch                                                |
| 190217 -          | 2006 BY209               | 31 gennaio 2006   | Spacewatch                                                |
| 190218 -          | 2006 BV223               | 30 gennaio 2006   | Spacewatch                                                |
| 190219 -          | 2006 CG53                | 4 febbraio 2006   | Spacewatch                                                |
| 190220 -          | 2006 CC54                | 4 febbraio 2006   | CSS                                                       |
| 190221 -          | 2006 DM12                | 21 febbraio 2006  | Mount Lemmon Survey                                       |
| 190222 -          | 2006 DE34                | 20 febbraio 2006  | Spacewatch                                                |
| 190223 -          | 2006 DA35                | 20 febbraio 2006  | Spacewatch                                                |
| 190224 -          | 2006 DW66                | 22 febbraio 2006  | LONEOS                                                    |
| 190225 -          | 2006 DA82                | 24 febbraio 2006  | Spacewatch                                                |
| 190226 -          | 2006 DL120               | 21 febbraio 2006  | CSS                                                       |
| 190227 -          | 2006 DV201               | 20 febbraio 2006  | LINEAR                                                    |
| 190228 -          | 2006 EB10                | 2 marzo 2006      | Spacewatch                                                |
| 190229 -          | 2006 OO5                 | 19 luglio 2006    | NEAT                                                      |
| 190230 -          | 2006 TD104               | 15 ottobre 2006   | Spacewatch                                                |
| 190231 -          | 2006 UC143               | 19 ottobre 2006   | Spacewatch                                                |
| 190232 -          | 2006 VF54                | 11 novembre 2006  | Spacewatch                                                |
| 190233 -          | 2007 AK2                 | 1 gennaio 2007    | NEAT                                                      |
| 190234 -          | 2007 BW6                 | 17 gennaio 2007   | Spacewatch                                                |
| 190235 -          | 2007 BL74                | 17 gennaio 2007   | Spacewatch                                                |
| 190236 -          | 2007 BF78                | 27 gennaio 2007   | Spacewatch                                                |
| 190237 -          | 2007 DM10                | 17 febbraio 2007  | Spacewatch                                                |
| 190238 -          | 2007 DL43                | 17 febbraio 2007  | CSS                                                       |
| 190239 -          | 2007 DT44                | 17 febbraio 2007  | CSS                                                       |
| 190240 -          | 2007 DP52                | 19 febbraio 2007  | Mount Lemmon Survey                                       |
| 190241 -          | 2007 DS57                | 21 febbraio 2007  | Mount Lemmon Survey                                       |
| 190242 -          | 2007 DA60                | 21 febbraio 2007  | Spacewatch                                                |
| 190243 -          | 2007 EJ36                | 11 marzo 2007     | LONEOS                                                    |
| 190244 -          | 2007 EZ67                | 10 marzo 2007     | Spacewatch                                                |
| 190245 -          | 2007 EW74                | 10 marzo 2007     | Spacewatch                                                |
| 190246 -          | 2007 EN139               | 12 marzo 2007     | Spacewatch                                                |
| 190247 -          | 2007 EG173               | 14 marzo 2007     | Spacewatch                                                |
| 190248 -          | 2007 EJ182               | 14 marzo 2007     | Spacewatch                                                |
| 190249 -          | 2007 ED200               | 11 marzo 2007     | Spacewatch                                                |
| 190250 -          | 2007 EZ217               | 9 marzo 2007      | Mount Lemmon Survey                                       |
| 190251 -          | 2007 GL                  | 7 aprile 2007     | Mount Lemmon Survey                                       |
| 190252 -          | 2007 GA33                | 11 aprile 2007    | Spacewatch                                                |
| 190253 -          | 2007 GX33                | 11 aprile 2007    | Siding Spring Survey                                      |
| 190254 -          | 2007 GR44                | 14 aprile 2007    | Spacewatch                                                |
| 190255 -          | 2007 HG                  | 16 aprile 2007    | Yeung, W. K. Y.                                           |
| 190256 -          | 2007 HV32                | 19 aprile 2007    | Spacewatch                                                |
| 190257 -          | 2007 HP40                | 20 aprile 2007    | Spacewatch                                                |
| 190258 -          | 2007 HC67                | 22 aprile 2007    | Mount Lemmon Survey                                       |
| 190259 -          | 2007 JX6                 | 9 maggio 2007     | Mount Lemmon Survey                                       |
| 190260 -          | 2007 JM12                | 7 maggio 2007     | CSS                                                       |
| 190261 -          | 2007 JV44                | 10 maggio 2007    | Mount Lemmon Survey                                       |
| 190262 -          | 2007 LA37                | 12 giugno 2007    | Spacewatch                                                |
| 190263 -          | 2007 MF4                 | 16 giugno 2007    | Spacewatch                                                |
| 190264 -          | 2007 NE2                 | 7 luglio 2007     | Kocher, P.                                                |
| 190265 -          | 2007 TC149               | 8 ottobre 2007    | LINEAR                                                    |
| 190266 -          | 2007 UU32                | 19 ottobre 2007   | Mount Lemmon Survey                                       |
| 190267 -          | 2007 VL6                 | 3 novembre 2007   | Mount Lemmon Survey                                       |
| 190268 -          | 2007 XU3                 | 5 dicembre 2007   | CSS                                                       |
| 190269 -          | 2008 EL64                | 9 marzo 2008      | Mount Lemmon Survey                                       |
| 190270 -          | 2008 FM101               | 30 marzo 2008     | Spacewatch                                                |
| 190271 -          | 2008 HG5                 | 24 aprile 2008    | Spacewatch                                                |
| 190272 -          | 2008 NO2                 | 9 luglio 2008     | La Sagra                                                  |
| 190273 -          | 2822 P-L                 | 24 settembre 1960 | van Houten, C. J., van Houten-Groeneveld, I., Gehrels, T. |
| 190274 -          | 3117 P-L                 | 24 settembre 1960 | van Houten, C. J., van Houten-Groeneveld, I., Gehrels, T. |
| 190275 -          | 4275 P-L                 | 24 settembre 1960 | van Houten, C. J., van Houten-Groeneveld, I., Gehrels, T. |
| 190276 -          | 4548 P-L                 | 24 settembre 1960 | van Houten, C. J., van Houten-Groeneveld, I., Gehrels, T. |
| 190277 -          | 6227 P-L                 | 24 settembre 1960 | van Houten, C. J., van Houten-Groeneveld, I., Gehrels, T. |
| 190278 -          | 2217 T-2                 | 29 settembre 1973 | van Houten, C. J., van Houten-Groeneveld, I., Gehrels, T. |
| 190279 -          | 5143 T-2                 | 25 settembre 1973 | van Houten, C. J., van Houten-Groeneveld, I., Gehrels, T. |
| 190280 -          | 2142 T-3                 | 16 ottobre 1977   | van Houten, C. J., van Houten-Groeneveld, I., Gehrels, T. |
| 190281 -          | 3525 T-3                 | 16 ottobre 1977   | van Houten, C. J., van Houten-Groeneveld, I., Gehrels, T. |
| 190282 -          | 1989 UQ3                 | 26 ottobre 1989   | Helin, E. F.                                              |
| 190283 Schielicke | 1991 RE3                 | 12 settembre 1991 | Börngen, F., Schmadel, L. D.                              |
| 190284 -          | 1991 TN16                | 6 ottobre 1991    | Lowe, A.                                                  |
| 190285 -          | 1993 FH8                 | 17 marzo 1993     | UESAC                                                     |
| 190286 -          | 1993 FV9                 | 17 marzo 1993     | UESAC                                                     |
| 190287 -          | 1993 FR54                | 17 marzo 1993     | UESAC                                                     |
| 190288 -          | 1994 PG12                | 10 agosto 1994    | Elst, E. W.                                               |
| 190289 -          | 1994 PR15                | 10 agosto 1994    | Elst, E. W.                                               |
| 190290 -          | 1994 SZ                  | 27 settembre 1994 | Spacewatch                                                |
| 190291 -          | 1995 OD6                 | 22 luglio 1995    | Spacewatch                                                |
| 190292 -          | 1995 OO7                 | 24 luglio 1995    | Spacewatch                                                |
| 190293 -          | 1995 OU10                | 22 luglio 1995    | Spacewatch                                                |
| 190294 -          | 1995 QC6                 | 22 agosto 1995    | Spacewatch                                                |
| 190295 -          | 1995 SQ27                | 19 settembre 1995 | Spacewatch                                                |
| 190296 -          | 1995 SG46                | 26 settembre 1995 | Spacewatch                                                |
| 190297 -          | 1995 UL43                | 24 ottobre 1995   | Spacewatch                                                |
| 190298 -          | 1995 WW33                | 20 novembre 1995  | Spacewatch                                                |
| 190299 -          | 1996 AK3                 | 13 gennaio 1996   | Kiso                                                      |
| 190300 -          | 1996 RV                  | 10 settembre 1996 | NEAT                                                      |

## 190301-190400
| Nome             | Designazione provvisoria | Data di scoperta  | Scopritore                           |
| ---------------- | ------------------------ | ----------------- | ------------------------------------ |
| 190301 -         | 1996 RA14                | 8 settembre 1996  | Spacewatch                           |
| 190302 -         | 1996 XE21                | 7 dicembre 1996   | Spacewatch                           |
| 190303 -         | 1997 AH10                | 9 gennaio 1997    | Spacewatch                           |
| 190304 -         | 1997 EP4                 | 2 marzo 1997      | Spacewatch                           |
| 190305 -         | 1997 LJ1                 | 1 giugno 1997     | Spacewatch                           |
| 190306 -         | 1997 MB6                 | 26 giugno 1997    | Spacewatch                           |
| 190307 -         | 1997 RA13                | 6 settembre 1997  | ODAS                                 |
| 190308 -         | 1997 SZ5                 | 23 settembre 1997 | Spacewatch                           |
| 190309 -         | 1997 SX13                | 28 settembre 1997 | Spacewatch                           |
| 190310 De Martin | 1997 TW                  | 2 ottobre 1997    | Giuliani, V.                         |
| 190311 -         | 1997 TM2                 | 3 ottobre 1997    | ODAS                                 |
| 190312 -         | 1997 TK27                | 3 ottobre 1997    | ODAS                                 |
| 190313 -         | 1997 UP12                | 23 ottobre 1997   | Spacewatch                           |
| 190314 -         | 1997 VU1                 | 1 novembre 1997   | Pravec, P., Šarounová, L.            |
| 190315 -         | 1997 VY4                 | 5 novembre 1997   | Shimizu, Y., Urata, T.               |
| 190316 -         | 1997 WC22                | 28 novembre 1997  | Beijing Schmidt CCD Asteroid Program |
| 190317 -         | 1997 XU13                | 4 dicembre 1997   | Uppsala-DLR Trojan Survey            |
| 190318 -         | 1998 DN24                | 22 febbraio 1998  | Spacewatch                           |
| 190319 -         | 1998 FN29                | 20 marzo 1998     | LINEAR                               |
| 190320 -         | 1998 HD33                | 20 aprile 1998    | LINEAR                               |
| 190321 -         | 1998 HH42                | 24 aprile 1998    | Spacewatch                           |
| 190322 -         | 1998 HZ83                | 21 aprile 1998    | LINEAR                               |
| 190323 -         | 1998 KR5                 | 19 maggio 1998    | Spacewatch                           |
| 190324 -         | 1998 OC13                | 26 luglio 1998    | Elst, E. W.                          |
| 190325 -         | 1998 QQ60                | 27 agosto 1998    | Šarounová, L.                        |
| 190326 -         | 1998 QD69                | 24 agosto 1998    | LINEAR                               |
| 190327 -         | 1998 QE85                | 24 agosto 1998    | LINEAR                               |
| 190328 -         | 1998 RA12                | 13 settembre 1998 | Spacewatch                           |
| 190329 -         | 1998 RK14                | 14 settembre 1998 | Spacewatch                           |
| 190330 -         | 1998 RO25                | 14 settembre 1998 | LINEAR                               |
| 190331 -         | 1998 RL41                | 14 settembre 1998 | LINEAR                               |
| 190332 -         | 1998 RC60                | 14 settembre 1998 | LINEAR                               |
| 190333 Jirous    | 1998 SX14                | 23 settembre 1998 | Tichý, M.                            |
| 190334 -         | 1998 SM59                | 17 settembre 1998 | LONEOS                               |
| 190335 -         | 1998 SJ76                | 19 settembre 1998 | LINEAR                               |
| 190336 -         | 1998 SD83                | 26 settembre 1998 | LINEAR                               |
| 190337 -         | 1998 SS96                | 26 settembre 1998 | LINEAR                               |
| 190338 -         | 1998 SZ108               | 26 settembre 1998 | LINEAR                               |
| 190339 -         | 1998 SC117               | 26 settembre 1998 | LINEAR                               |
| 190340 -         | 1998 SX168               | 18 settembre 1998 | LONEOS                               |
| 190341 -         | 1998 TS15                | 15 ottobre 1998   | ODAS                                 |
| 190342 -         | 1998 TJ20                | 13 ottobre 1998   | Spacewatch                           |
| 190343 -         | 1998 TZ24                | 14 ottobre 1998   | Spacewatch                           |
| 190344 -         | 1998 TO29                | 15 ottobre 1998   | Spacewatch                           |
| 190345 -         | 1998 UR14                | 23 ottobre 1998   | Spacewatch                           |
| 190346 -         | 1998 UG33                | 28 ottobre 1998   | LINEAR                               |
| 190347 -         | 1998 VD19                | 10 novembre 1998  | LINEAR                               |
| 190348 -         | 1998 VE28                | 10 novembre 1998  | LINEAR                               |
| 190349 -         | 1998 WL7                 | 23 novembre 1998  | LINEAR                               |
| 190350 -         | 1998 WD28                | 18 novembre 1998  | Spacewatch                           |
| 190351 -         | 1998 XV1                 | 7 dicembre 1998   | ODAS                                 |
| 190352 -         | 1998 XC23                | 11 dicembre 1998  | Spacewatch                           |
| 190353 -         | 1998 XK99                | 15 dicembre 1998  | ODAS                                 |
| 190354 -         | 1998 YC20                | 25 dicembre 1998  | Spacewatch                           |
| 190355 -         | 1999 AR6                 | 9 gennaio 1999    | Farra d'Isonzo                       |
| 190356 -         | 1999 BY28                | 18 gennaio 1999   | Spacewatch                           |
| 190357 -         | 1999 CG11                | 12 febbraio 1999  | LINEAR                               |
| 190358 -         | 1999 CC147               | 9 febbraio 1999   | Spacewatch                           |
| 190359 -         | 1999 FJ3                 | 19 marzo 1999     | LINEAR                               |
| 190360 -         | 1999 FL70                | 20 marzo 1999     | Sloan Digital Sky Survey             |
| 190361 -         | 1999 FM82                | 20 marzo 1999     | Sloan Digital Sky Survey             |
| 190362 -         | 1999 JX99                | 12 maggio 1999    | LINEAR                               |
| 190363 -         | 1999 JL134               | 15 maggio 1999    | CSS                                  |
| 190364 -         | 1999 LJ4                 | 10 giugno 1999    | LINEAR                               |
| 190365 -         | 1999 RS23                | 7 settembre 1999  | LINEAR                               |
| 190366 -         | 1999 RW39                | 12 settembre 1999 | CSS                                  |
| 190367 -         | 1999 RE54                | 7 settembre 1999  | LINEAR                               |
| 190368 -         | 1999 RR56                | 11 settembre 1999 | LINEAR                               |
| 190369 -         | 1999 RT72                | 7 settembre 1999  | LINEAR                               |
| 190370 -         | 1999 RZ78                | 7 settembre 1999  | LINEAR                               |
| 190371 -         | 1999 RX81                | 7 settembre 1999  | LINEAR                               |
| 190372 -         | 1999 RW82                | 7 settembre 1999  | LINEAR                               |
| 190373 -         | 1999 RY84                | 7 settembre 1999  | LINEAR                               |
| 190374 -         | 1999 RG86                | 7 settembre 1999  | LINEAR                               |
| 190375 -         | 1999 RY98                | 7 settembre 1999  | LINEAR                               |
| 190376 -         | 1999 RE104               | 8 settembre 1999  | LINEAR                               |
| 190377 -         | 1999 RE107               | 8 settembre 1999  | LINEAR                               |
| 190378 -         | 1999 RN108               | 8 settembre 1999  | LINEAR                               |
| 190379 -         | 1999 RQ123               | 9 settembre 1999  | LINEAR                               |
| 190380 -         | 1999 RS123               | 9 settembre 1999  | LINEAR                               |
| 190381 -         | 1999 RJ132               | 9 settembre 1999  | LINEAR                               |
| 190382 -         | 1999 RY134               | 9 settembre 1999  | LINEAR                               |
| 190383 -         | 1999 RN151               | 9 settembre 1999  | LINEAR                               |
| 190384 -         | 1999 RZ181               | 9 settembre 1999  | LINEAR                               |
| 190385 -         | 1999 RP202               | 8 settembre 1999  | LINEAR                               |
| 190386 -         | 1999 RU202               | 8 settembre 1999  | LINEAR                               |
| 190387 -         | 1999 RL209               | 8 settembre 1999  | LINEAR                               |
| 190388 -         | 1999 RW247               | 5 settembre 1999  | Spacewatch                           |
| 190389 -         | 1999 SC15                | 29 settembre 1999 | CSS                                  |
| 190390 -         | 1999 TD60                | 7 ottobre 1999    | Spacewatch                           |
| 190391 -         | 1999 TL77                | 10 ottobre 1999   | Spacewatch                           |
| 190392 -         | 1999 TL82                | 12 ottobre 1999   | Spacewatch                           |
| 190393 -         | 1999 TO101               | 2 ottobre 1999    | LINEAR                               |
| 190394 -         | 1999 TS108               | 4 ottobre 1999    | LINEAR                               |
| 190395 -         | 1999 TR109               | 4 ottobre 1999    | LINEAR                               |
| 190396 -         | 1999 TZ124               | 4 ottobre 1999    | LINEAR                               |
| 190397 -         | 1999 TZ138               | 6 ottobre 1999    | LINEAR                               |
| 190398 -         | 1999 TE142               | 7 ottobre 1999    | LINEAR                               |
| 190399 -         | 1999 TQ144               | 7 ottobre 1999    | LINEAR                               |
| 190400 -         | 1999 TG145               | 7 ottobre 1999    | LINEAR                               |

## 190401-190500
| Nome     | Designazione provvisoria | Data di scoperta | Scopritore    |
| -------- | ------------------------ | ---------------- | ------------- |
| 190401 - | 1999 TL145               | 7 ottobre 1999   | LINEAR        |
| 190402 - | 1999 TK168               | 10 ottobre 1999  | LINEAR        |
| 190403 - | 1999 TV191               | 12 ottobre 1999  | LINEAR        |
| 190404 - | 1999 TA192               | 12 ottobre 1999  | LINEAR        |
| 190405 - | 1999 TF193               | 12 ottobre 1999  | LINEAR        |
| 190406 - | 1999 TR194               | 12 ottobre 1999  | LINEAR        |
| 190407 - | 1999 TK231               | 5 ottobre 1999   | CSS           |
| 190408 - | 1999 TM245               | 7 ottobre 1999   | CSS           |
| 190409 - | 1999 TR246               | 6 ottobre 1999   | LINEAR        |
| 190410 - | 1999 TX253               | 11 ottobre 1999  | Spacewatch    |
| 190411 - | 1999 TF254               | 12 ottobre 1999  | Spacewatch    |
| 190412 - | 1999 TN267               | 3 ottobre 1999   | LINEAR        |
| 190413 - | 1999 TN284               | 9 ottobre 1999   | LINEAR        |
| 190414 - | 1999 TF319               | 9 ottobre 1999   | LINEAR        |
| 190415 - | 1999 UP1                 | 17 ottobre 1999  | Starkenburg   |
| 190416 - | 1999 UH8                 | 29 ottobre 1999  | CSS           |
| 190417 - | 1999 UU12                | 29 ottobre 1999  | CSS           |
| 190418 - | 1999 UO35                | 31 ottobre 1999  | CSS           |
| 190419 - | 1999 VO54                | 4 novembre 1999  | LINEAR        |
| 190420 - | 1999 VZ70                | 4 novembre 1999  | LINEAR        |
| 190421 - | 1999 VN79                | 4 novembre 1999  | LINEAR        |
| 190422 - | 1999 VG92                | 9 novembre 1999  | LINEAR        |
| 190423 - | 1999 VZ107               | 9 novembre 1999  | LINEAR        |
| 190424 - | 1999 VA114               | 9 novembre 1999  | CSS           |
| 190425 - | 1999 VM137               | 12 novembre 1999 | LINEAR        |
| 190426 - | 1999 VW138               | 9 novembre 1999  | Spacewatch    |
| 190427 - | 1999 VV150               | 14 novembre 1999 | LINEAR        |
| 190428 - | 1999 VS159               | 14 novembre 1999 | LINEAR        |
| 190429 - | 1999 VB180               | 6 novembre 1999  | LINEAR        |
| 190430 - | 1999 VB189               | 15 novembre 1999 | LINEAR        |
| 190431 - | 1999 VZ194               | 3 novembre 1999  | LINEAR        |
| 190432 - | 1999 WO17                | 30 novembre 1999 | Spacewatch    |
| 190433 - | 1999 XC59                | 7 dicembre 1999  | LINEAR        |
| 190434 - | 1999 XX78                | 7 dicembre 1999  | LINEAR        |
| 190435 - | 1999 XN146               | 7 dicembre 1999  | Spacewatch    |
| 190436 - | 1999 XT181               | 12 dicembre 1999 | LINEAR        |
| 190437 - | 1999 XS182               | 12 dicembre 1999 | LINEAR        |
| 190438 - | 1999 XD193               | 12 dicembre 1999 | LINEAR        |
| 190439 - | 1999 XQ203               | 12 dicembre 1999 | LINEAR        |
| 190440 - | 1999 XV217               | 13 dicembre 1999 | Spacewatch    |
| 190441 - | 1999 XB220               | 12 dicembre 1999 | LINEAR        |
| 190442 - | 1999 XE225               | 13 dicembre 1999 | Spacewatch    |
| 190443 - | 1999 XS246               | 5 dicembre 1999  | Spacewatch    |
| 190444 - | 1999 YM9                 | 31 dicembre 1999 | Kobayashi, T. |
| 190445 - | 1999 YB10                | 27 dicembre 1999 | Spacewatch    |
| 190446 - | 2000 AL8                 | 2 gennaio 2000   | LINEAR        |
| 190447 - | 2000 AR11                | 3 gennaio 2000   | LINEAR        |
| 190448 - | 2000 AO35                | 3 gennaio 2000   | LINEAR        |
| 190449 - | 2000 AO52                | 4 gennaio 2000   | LINEAR        |
| 190450 - | 2000 AZ78                | 5 gennaio 2000   | LINEAR        |
| 190451 - | 2000 AX146               | 7 gennaio 2000   | LINEAR        |
| 190452 - | 2000 AS211               | 5 gennaio 2000   | Spacewatch    |
| 190453 - | 2000 AQ235               | 5 gennaio 2000   | LINEAR        |
| 190454 - | 2000 BR12                | 28 gennaio 2000  | Spacewatch    |
| 190455 - | 2000 BU13                | 29 gennaio 2000  | Spacewatch    |
| 190456 - | 2000 BC32                | 30 gennaio 2000  | CSS           |
| 190457 - | 2000 BR32                | 28 gennaio 2000  | Spacewatch    |
| 190458 - | 2000 BG40                | 29 gennaio 2000  | Spacewatch    |
| 190459 - | 2000 CN7                 | 2 febbraio 2000  | LINEAR        |
| 190460 - | 2000 CO9                 | 2 febbraio 2000  | LINEAR        |
| 190461 - | 2000 CP39                | 3 febbraio 2000  | Korlević, K.  |
| 190462 - | 2000 CY41                | 2 febbraio 2000  | LINEAR        |
| 190463 - | 2000 CE57                | 5 febbraio 2000  | LINEAR        |
| 190464 - | 2000 CU59                | 2 febbraio 2000  | LINEAR        |
| 190465 - | 2000 CS78                | 8 febbraio 2000  | Spacewatch    |
| 190466 - | 2000 CH102               | 2 febbraio 2000  | LINEAR        |
| 190467 - | 2000 CP111               | 6 febbraio 2000  | CSS           |
| 190468 - | 2000 CQ138               | 5 febbraio 2000  | Spacewatch    |
| 190469 - | 2000 DC10                | 26 febbraio 2000 | Spacewatch    |
| 190470 - | 2000 DX10                | 26 febbraio 2000 | Spacewatch    |
| 190471 - | 2000 DG27                | 29 febbraio 2000 | LINEAR        |
| 190472 - | 2000 DF44                | 29 febbraio 2000 | LINEAR        |
| 190473 - | 2000 DT46                | 29 febbraio 2000 | LINEAR        |
| 190474 - | 2000 DL52                | 29 febbraio 2000 | LINEAR        |
| 190475 - | 2000 DR64                | 29 febbraio 2000 | LINEAR        |
| 190476 - | 2000 DZ70                | 29 febbraio 2000 | LINEAR        |
| 190477 - | 2000 DX88                | 25 febbraio 2000 | Spacewatch    |
| 190478 - | 2000 DW96                | 29 febbraio 2000 | LINEAR        |
| 190479 - | 2000 DA97                | 29 febbraio 2000 | LINEAR        |
| 190480 - | 2000 DG109               | 29 febbraio 2000 | LINEAR        |
| 190481 - | 2000 DN111               | 29 febbraio 2000 | LINEAR        |
| 190482 - | 2000 DU113               | 27 febbraio 2000 | Spacewatch    |
| 190483 - | 2000 EC2                 | 3 marzo 2000     | LINEAR        |
| 190484 - | 2000 ET2                 | 3 marzo 2000     | LINEAR        |
| 190485 - | 2000 EE3                 | 3 marzo 2000     | LINEAR        |
| 190486 - | 2000 EO9                 | 3 marzo 2000     | LINEAR        |
| 190487 - | 2000 EM10                | 3 marzo 2000     | LINEAR        |
| 190488 - | 2000 EF58                | 8 marzo 2000     | LINEAR        |
| 190489 - | 2000 EW61                | 10 marzo 2000    | LINEAR        |
| 190490 - | 2000 EU172               | 1 marzo 2000     | Spacewatch    |
| 190491 - | 2000 FJ10                | 25 marzo 2000    | Spacewatch    |
| 190492 - | 2000 FL42                | 29 marzo 2000    | LINEAR        |
| 190493 - | 2000 GO11                | 5 aprile 2000    | LINEAR        |
| 190494 - | 2000 GG42                | 5 aprile 2000    | LINEAR        |
| 190495 - | 2000 GN45                | 5 aprile 2000    | LINEAR        |
| 190496 - | 2000 GC55                | 5 aprile 2000    | LINEAR        |
| 190497 - | 2000 GT101               | 7 aprile 2000    | LINEAR        |
| 190498 - | 2000 GB111               | 2 aprile 2000    | LONEOS        |
| 190499 - | 2000 GP111               | 3 aprile 2000    | LONEOS        |
| 190500 - | 2000 GX111               | 3 aprile 2000    | LONEOS        |

## 190501-190600
| Nome              | Designazione provvisoria | Data di scoperta  | Scopritore               |
| ----------------- | ------------------------ | ----------------- | ------------------------ |
| 190501 -          | 2000 GV145               | 12 aprile 2000    | Spacewatch               |
| 190502 -          | 2000 GT170               | 5 aprile 2000     | LONEOS                   |
| 190503 -          | 2000 GT177               | 3 aprile 2000     | Spacewatch               |
| 190504 Hermanottó | 2000 HE                  | 22 aprile 2000    | Sárneczky, K., Szabo, G. |
| 190505 -          | 2000 HS4                 | 27 aprile 2000    | Spacewatch               |
| 190506 -          | 2000 HO18                | 25 aprile 2000    | Spacewatch               |
| 190507 -          | 2000 HU26                | 24 aprile 2000    | LONEOS                   |
| 190508 -          | 2000 HM43                | 29 aprile 2000    | Spacewatch               |
| 190509 -          | 2000 HX47                | 29 aprile 2000    | LINEAR                   |
| 190510 -          | 2000 HH60                | 25 aprile 2000    | LONEOS                   |
| 190511 -          | 2000 HL72                | 25 aprile 2000    | LONEOS                   |
| 190512 -          | 2000 JE22                | 6 maggio 2000     | LINEAR                   |
| 190513 -          | 2000 JP25                | 7 maggio 2000     | LINEAR                   |
| 190514 -          | 2000 JO42                | 7 maggio 2000     | LINEAR                   |
| 190515 -          | 2000 JO49                | 9 maggio 2000     | LINEAR                   |
| 190516 -          | 2000 JT73                | 2 maggio 2000     | LONEOS                   |
| 190517 -          | 2000 KE8                 | 27 maggio 2000    | LINEAR                   |
| 190518 -          | 2000 KF43                | 26 maggio 2000    | Spacewatch               |
| 190519 -          | 2000 NR17                | 5 luglio 2000     | LONEOS                   |
| 190520 -          | 2000 PN26                | 5 agosto 2000     | NEAT                     |
| 190521 -          | 2000 QV21                | 24 agosto 2000    | LINEAR                   |
| 190522 -          | 2000 QM44                | 24 agosto 2000    | LINEAR                   |
| 190523 -          | 2000 QK93                | 25 agosto 2000    | LINEAR                   |
| 190524 -          | 2000 QJ108               | 29 agosto 2000    | LINEAR                   |
| 190525 -          | 2000 QX124               | 29 agosto 2000    | LINEAR                   |
| 190526 -          | 2000 QC170               | 31 agosto 2000    | LINEAR                   |
| 190527 -          | 2000 QB180               | 29 agosto 2000    | LINEAR                   |
| 190528 -          | 2000 QQ181               | 31 agosto 2000    | LINEAR                   |
| 190529 -          | 2000 QD184               | 26 agosto 2000    | LINEAR                   |
| 190530 -          | 2000 QS189               | 26 agosto 2000    | LINEAR                   |
| 190531 -          | 2000 QS194               | 31 agosto 2000    | LINEAR                   |
| 190532 -          | 2000 QX215               | 31 agosto 2000    | LINEAR                   |
| 190533 -          | 2000 RN5                 | 1 settembre 2000  | LINEAR                   |
| 190534 -          | 2000 RH8                 | 1 settembre 2000  | LINEAR                   |
| 190535 -          | 2000 RM28                | 1 settembre 2000  | LINEAR                   |
| 190536 -          | 2000 RQ35                | 2 settembre 2000  | LINEAR                   |
| 190537 -          | 2000 RS45                | 3 settembre 2000  | LINEAR                   |
| 190538 -          | 2000 RS48                | 3 settembre 2000  | LINEAR                   |
| 190539 -          | 2000 RX60                | 6 settembre 2000  | LINEAR                   |
| 190540 -          | 2000 RE67                | 1 settembre 2000  | LINEAR                   |
| 190541 -          | 2000 RO77                | 8 settembre 2000  | LINEAR                   |
| 190542 -          | 2000 RR78                | 8 settembre 2000  | Spacewatch               |
| 190543 -          | 2000 RM80                | 1 settembre 2000  | LINEAR                   |
| 190544 -          | 2000 RQ87                | 2 settembre 2000  | LONEOS                   |
| 190545 -          | 2000 RZ89                | 3 settembre 2000  | LINEAR                   |
| 190546 -          | 2000 SW14                | 23 settembre 2000 | LINEAR                   |
| 190547 -          | 2000 SA19                | 23 settembre 2000 | LINEAR                   |
| 190548 -          | 2000 SU28                | 23 settembre 2000 | LINEAR                   |
| 190549 -          | 2000 SP37                | 24 settembre 2000 | LINEAR                   |
| 190550 -          | 2000 SD44                | 24 settembre 2000 | LINEAR                   |
| 190551 -          | 2000 SK48                | 23 settembre 2000 | LINEAR                   |
| 190552 -          | 2000 SV49                | 23 settembre 2000 | LINEAR                   |
| 190553 -          | 2000 SB65                | 24 settembre 2000 | LINEAR                   |
| 190554 -          | 2000 SU65                | 24 settembre 2000 | LINEAR                   |
| 190555 -          | 2000 SY67                | 24 settembre 2000 | LINEAR                   |
| 190556 -          | 2000 SV73                | 24 settembre 2000 | LINEAR                   |
| 190557 -          | 2000 SH77                | 24 settembre 2000 | LINEAR                   |
| 190558 -          | 2000 SE78                | 24 settembre 2000 | LINEAR                   |
| 190559 -          | 2000 SK79                | 24 settembre 2000 | LINEAR                   |
| 190560 -          | 2000 SU86                | 24 settembre 2000 | LINEAR                   |
| 190561 -          | 2000 SY99                | 23 settembre 2000 | LINEAR                   |
| 190562 -          | 2000 SP106               | 24 settembre 2000 | LINEAR                   |
| 190563 -          | 2000 SL123               | 24 settembre 2000 | LINEAR                   |
| 190564 -          | 2000 SU128               | 24 settembre 2000 | LINEAR                   |
| 190565 -          | 2000 SU131               | 22 settembre 2000 | LINEAR                   |
| 190566 -          | 2000 SJ132               | 22 settembre 2000 | LINEAR                   |
| 190567 -          | 2000 SL137               | 23 settembre 2000 | LINEAR                   |
| 190568 -          | 2000 SQ183               | 20 settembre 2000 | NEAT                     |
| 190569 -          | 2000 SY190               | 23 settembre 2000 | LINEAR                   |
| 190570 -          | 2000 SO203               | 24 settembre 2000 | LINEAR                   |
| 190571 -          | 2000 SH206               | 24 settembre 2000 | LINEAR                   |
| 190572 -          | 2000 SK209               | 25 settembre 2000 | LINEAR                   |
| 190573 -          | 2000 SN211               | 25 settembre 2000 | LINEAR                   |
| 190574 -          | 2000 SR227               | 27 settembre 2000 | LINEAR                   |
| 190575 -          | 2000 SC243               | 24 settembre 2000 | LINEAR                   |
| 190576 -          | 2000 SZ270               | 27 settembre 2000 | LINEAR                   |
| 190577 -          | 2000 SE272               | 28 settembre 2000 | LINEAR                   |
| 190578 -          | 2000 SQ274               | 28 settembre 2000 | LINEAR                   |
| 190579 -          | 2000 SB287               | 26 settembre 2000 | LINEAR                   |
| 190580 -          | 2000 SB295               | 27 settembre 2000 | LINEAR                   |
| 190581 -          | 2000 SE296               | 27 settembre 2000 | LINEAR                   |
| 190582 -          | 2000 SO299               | 28 settembre 2000 | LINEAR                   |
| 190583 -          | 2000 SD309               | 30 settembre 2000 | LINEAR                   |
| 190584 -          | 2000 SH311               | 26 settembre 2000 | LINEAR                   |
| 190585 -          | 2000 SF339               | 25 settembre 2000 | LINEAR                   |
| 190586 -          | 2000 SX354               | 29 settembre 2000 | LONEOS                   |
| 190587 -          | 2000 SQ361               | 23 settembre 2000 | LONEOS                   |
| 190588 -          | 2000 SN363               | 22 settembre 2000 | LONEOS                   |
| 190589 -          | 2000 TY3                 | 1 ottobre 2000    | LINEAR                   |
| 190590 -          | 2000 TU10                | 1 ottobre 2000    | LINEAR                   |
| 190591 -          | 2000 TA15                | 1 ottobre 2000    | LINEAR                   |
| 190592 -          | 2000 TQ35                | 6 ottobre 2000    | LONEOS                   |
| 190593 -          | 2000 TH44                | 1 ottobre 2000    | LINEAR                   |
| 190594 -          | 2000 TY61                | 2 ottobre 2000    | LONEOS                   |
| 190595 -          | 2000 TP62                | 2 ottobre 2000    | LINEAR                   |
| 190596 -          | 2000 UP2                 | 23 ottobre 2000   | Yeung, W. K. Y.          |
| 190597 -          | 2000 UD24                | 24 ottobre 2000   | LINEAR                   |
| 190598 -          | 2000 UY45                | 24 ottobre 2000   | LINEAR                   |
| 190599 -          | 2000 UR50                | 24 ottobre 2000   | LINEAR                   |
| 190600 -          | 2000 UL70                | 25 ottobre 2000   | LINEAR                   |

## 190601-190700
| Nome                  | Designazione provvisoria | Data di scoperta | Scopritore  |
| --------------------- | ------------------------ | ---------------- | ----------- |
| 190601 -              | 2000 UP75                | 31 ottobre 2000  | LINEAR      |
| 190602 -              | 2000 UZ79                | 24 ottobre 2000  | LINEAR      |
| 190603 -              | 2000 UV80                | 24 ottobre 2000  | LINEAR      |
| 190604 -              | 2000 UG89                | 31 ottobre 2000  | LINEAR      |
| 190605 -              | 2000 UX91                | 25 ottobre 2000  | LINEAR      |
| 190606 -              | 2000 UO99                | 25 ottobre 2000  | LINEAR      |
| 190607 -              | 2000 UJ109               | 31 ottobre 2000  | LINEAR      |
| 190608 -              | 2000 VD24                | 1 novembre 2000  | LINEAR      |
| 190609 -              | 2000 VH24                | 1 novembre 2000  | LINEAR      |
| 190610 -              | 2000 VY36                | 1 novembre 2000  | LINEAR      |
| 190611 -              | 2000 VN38                | 1 novembre 2000  | Spacewatch  |
| 190612 -              | 2000 VZ46                | 3 novembre 2000  | LINEAR      |
| 190613 -              | 2000 VJ49                | 2 novembre 2000  | LINEAR      |
| 190614 -              | 2000 VJ54                | 3 novembre 2000  | LINEAR      |
| 190615 -              | 2000 VN59                | 6 novembre 2000  | LINEAR      |
| 190616 -              | 2000 WA7                 | 19 novembre 2000 | LINEAR      |
| 190617 Alexandergerst | 2000 WT9                 | 19 novembre 2000 | Kandler, J. |
| 190618 -              | 2000 WM18                | 21 novembre 2000 | LINEAR      |
| 190619 -              | 2000 WM25                | 21 novembre 2000 | LINEAR      |
| 190620 -              | 2000 WC39                | 20 novembre 2000 | LINEAR      |
| 190621 -              | 2000 WJ46                | 21 novembre 2000 | LINEAR      |
| 190622 -              | 2000 WT49                | 25 novembre 2000 | LINEAR      |
| 190623 -              | 2000 WD58                | 21 novembre 2000 | LINEAR      |
| 190624 -              | 2000 WW68                | 19 novembre 2000 | LINEAR      |
| 190625 -              | 2000 WB85                | 20 novembre 2000 | LINEAR      |
| 190626 -              | 2000 WS91                | 21 novembre 2000 | LINEAR      |
| 190627 -              | 2000 WP94                | 21 novembre 2000 | LINEAR      |
| 190628 -              | 2000 WW112               | 20 novembre 2000 | LINEAR      |
| 190629 -              | 2000 WT114               | 20 novembre 2000 | LINEAR      |
| 190630 -              | 2000 WZ124               | 27 novembre 2000 | NEAT        |
| 190631 -              | 2000 WT129               | 19 novembre 2000 | Spacewatch  |
| 190632 -              | 2000 WT131               | 20 novembre 2000 | LONEOS      |
| 190633 -              | 2000 WH135               | 19 novembre 2000 | LINEAR      |
| 190634 -              | 2000 WG141               | 19 novembre 2000 | LINEAR      |
| 190635 -              | 2000 WX148               | 29 novembre 2000 | NEAT        |
| 190636 -              | 2000 WE151               | 27 novembre 2000 | LINEAR      |
| 190637 -              | 2000 WE155               | 30 novembre 2000 | LINEAR      |
| 190638 -              | 2000 WD164               | 21 novembre 2000 | LINEAR      |
| 190639 -              | 2000 WZ171               | 25 novembre 2000 | LINEAR      |
| 190640 -              | 2000 WO172               | 25 novembre 2000 | LINEAR      |
| 190641 -              | 2000 XD3                 | 1 dicembre 2000  | LINEAR      |
| 190642 -              | 2000 XX5                 | 1 dicembre 2000  | LINEAR      |
| 190643 -              | 2000 XH8                 | 1 dicembre 2000  | LINEAR      |
| 190644 -              | 2000 XS9                 | 1 dicembre 2000  | LINEAR      |
| 190645 -              | 2000 XC18                | 4 dicembre 2000  | LINEAR      |
| 190646 -              | 2000 XD20                | 4 dicembre 2000  | LINEAR      |
| 190647 -              | 2000 XH24                | 4 dicembre 2000  | LINEAR      |
| 190648 -              | 2000 XS24                | 4 dicembre 2000  | LINEAR      |
| 190649 -              | 2000 XF26                | 4 dicembre 2000  | LINEAR      |
| 190650 -              | 2000 XN40                | 5 dicembre 2000  | LINEAR      |
| 190651 -              | 2000 XM46                | 7 dicembre 2000  | LINEAR      |
| 190652 -              | 2000 XW46                | 7 dicembre 2000  | LINEAR      |
| 190653 -              | 2000 XD48                | 4 dicembre 2000  | LINEAR      |
| 190654 -              | 2000 XJ48                | 4 dicembre 2000  | LINEAR      |
| 190655 -              | 2000 YT25                | 22 dicembre 2000 | LINEAR      |
| 190656 -              | 2000 YH40                | 30 dicembre 2000 | LINEAR      |
| 190657 -              | 2000 YJ40                | 30 dicembre 2000 | LINEAR      |
| 190658 -              | 2000 YA44                | 30 dicembre 2000 | LINEAR      |
| 190659 -              | 2000 YO57                | 30 dicembre 2000 | LINEAR      |
| 190660 -              | 2000 YE67                | 28 dicembre 2000 | LINEAR      |
| 190661 -              | 2000 YT84                | 30 dicembre 2000 | LINEAR      |
| 190662 -              | 2000 YD86                | 30 dicembre 2000 | LINEAR      |
| 190663 -              | 2000 YF88                | 30 dicembre 2000 | LINEAR      |
| 190664 -              | 2000 YX90                | 30 dicembre 2000 | LINEAR      |
| 190665 -              | 2000 YG98                | 30 dicembre 2000 | LINEAR      |
| 190666 -              | 2000 YB99                | 30 dicembre 2000 | LINEAR      |
| 190667 -              | 2000 YD108               | 30 dicembre 2000 | LINEAR      |
| 190668 -              | 2000 YK112               | 30 dicembre 2000 | LINEAR      |
| 190669 -              | 2000 YJ117               | 30 dicembre 2000 | LINEAR      |
| 190670 -              | 2001 AU19                | 5 gennaio 2001   | Roe, J. M.  |
| 190671 -              | 2001 AS22                | 3 gennaio 2001   | LINEAR      |
| 190672 -              | 2001 AR26                | 5 gennaio 2001   | LINEAR      |
| 190673 -              | 2001 AZ45                | 15 gennaio 2001  | LINEAR      |
| 190674 -              | 2001 BZ18                | 19 gennaio 2001  | LINEAR      |
| 190675 -              | 2001 BU20                | 19 gennaio 2001  | LINEAR      |
| 190676 -              | 2001 BO34                | 20 gennaio 2001  | LINEAR      |
| 190677 -              | 2001 BQ61                | 24 gennaio 2001  | NEAT        |
| 190678 -              | 2001 BQ63                | 29 gennaio 2001  | LINEAR      |
| 190679 -              | 2001 BE73                | 28 gennaio 2001  | NEAT        |
| 190680 -              | 2001 CM2                 | 1 febbraio 2001  | LINEAR      |
| 190681 -              | 2001 CW23                | 1 febbraio 2001  | LONEOS      |
| 190682 -              | 2001 CF31                | 2 febbraio 2001  | NEAT        |
| 190683 -              | 2001 CR47                | 12 febbraio 2001 | LONEOS      |
| 190684 -              | 2001 DW15                | 16 febbraio 2001 | LINEAR      |
| 190685 -              | 2001 DF25                | 17 febbraio 2001 | LINEAR      |
| 190686 -              | 2001 DG36                | 19 febbraio 2001 | LINEAR      |
| 190687 -              | 2001 DW40                | 19 febbraio 2001 | LINEAR      |
| 190688 -              | 2001 DB89                | 27 febbraio 2001 | Spacewatch  |
| 190689 -              | 2001 DO93                | 19 febbraio 2001 | LINEAR      |
| 190690 -              | 2001 DO105               | 16 febbraio 2001 | LONEOS      |
| 190691 -              | 2001 EG3                 | 4 marzo 2001     | Spacewatch  |
| 190692 -              | 2001 EC7                 | 2 marzo 2001     | LONEOS      |
| 190693 -              | 2001 ED13                | 14 marzo 2001    | LINEAR      |
| 190694 -              | 2001 EX24                | 15 marzo 2001    | LINEAR      |
| 190695 -              | 2001 FX1                 | 16 marzo 2001    | LINEAR      |
| 190696 -              | 2001 FT14                | 19 marzo 2001    | LONEOS      |
| 190697 -              | 2001 FQ16                | 19 marzo 2001    | LONEOS      |
| 190698 -              | 2001 FG30                | 20 marzo 2001    | NEAT        |
| 190699 -              | 2001 FR30                | 21 marzo 2001    | NEAT        |
| 190700 -              | 2001 FO45                | 18 marzo 2001    | LINEAR      |

## 190701-190800
| Nome               | Designazione provvisoria | Data di scoperta  | Scopritore                 |
| ------------------ | ------------------------ | ----------------- | -------------------------- |
| 190701 -           | 2001 FZ56                | 23 marzo 2001     | LONEOS                     |
| 190702 -           | 2001 FN85                | 26 marzo 2001     | Spacewatch                 |
| 190703 -           | 2001 FW123               | 23 marzo 2001     | LONEOS                     |
| 190704 -           | 2001 FY125               | 28 marzo 2001     | Spacewatch                 |
| 190705 -           | 2001 FW146               | 24 marzo 2001     | LONEOS                     |
| 190706 -           | 2001 FK158               | 27 marzo 2001     | NEAT                       |
| 190707 -           | 2001 FC159               | 29 marzo 2001     | LONEOS                     |
| 190708 -           | 2001 FB168               | 20 marzo 2001     | Spacewatch                 |
| 190709 -           | 2001 FV178               | 20 marzo 2001     | LONEOS                     |
| 190710 Marktapley  | 2001 FA185               | 26 marzo 2001     | Buie, M. W.                |
| 190711 -           | 2001 FF188               | 16 marzo 2001     | LINEAR                     |
| 190712 -           | 2001 GZ7                 | 15 aprile 2001    | LINEAR                     |
| 190713 -           | 2001 HK19                | 24 aprile 2001    | Spacewatch                 |
| 190714 -           | 2001 KX5                 | 17 maggio 2001    | LINEAR                     |
| 190715 -           | 2001 KQ7                 | 18 maggio 2001    | LINEAR                     |
| 190716 -           | 2001 KH32                | 24 maggio 2001    | Spacewatch                 |
| 190717 -           | 2001 KH34                | 18 maggio 2001    | LINEAR                     |
| 190718 -           | 2001 KK53                | 18 maggio 2001    | LINEAR                     |
| 190719 -           | 2001 NE8                 | 14 luglio 2001    | NEAT                       |
| 190720 -           | 2001 NL10                | 14 luglio 2001    | NEAT                       |
| 190721 -           | 2001 OK23                | 22 luglio 2001    | NEAT                       |
| 190722 -           | 2001 ON39                | 20 luglio 2001    | NEAT                       |
| 190723 -           | 2001 OL61                | 21 luglio 2001    | NEAT                       |
| 190724 -           | 2001 OQ64                | 27 luglio 2001    | NEAT                       |
| 190725 -           | 2001 OO72                | 21 luglio 2001    | LONEOS                     |
| 190726 -           | 2001 OC95                | 29 luglio 2001    | NEAT                       |
| 190727 -           | 2001 OP97                | 25 luglio 2001    | NEAT                       |
| 190728 -           | 2001 OL98                | 25 luglio 2001    | NEAT                       |
| 190729 -           | 2001 PD3                 | 3 agosto 2001     | NEAT                       |
| 190730 Lorenzonesi | 2001 PY13                | 13 agosto 2001    | Tombelli, M., Boattini, A. |
| 190731 -           | 2001 PW14                | 15 agosto 2001    | Dyvig, R.                  |
| 190732 -           | 2001 PJ17                | 9 agosto 2001     | NEAT                       |
| 190733 -           | 2001 PE22                | 10 agosto 2001    | NEAT                       |
| 190734 -           | 2001 PP23                | 11 agosto 2001    | NEAT                       |
| 190735 -           | 2001 PP29                | 11 agosto 2001    | LINEAR                     |
| 190736 -           | 2001 PM43                | 13 agosto 2001    | NEAT                       |
| 190737 -           | 2001 PD51                | 1 agosto 2001     | NEAT                       |
| 190738 -           | 2001 PR53                | 14 agosto 2001    | NEAT                       |
| 190739 -           | 2001 PL60                | 13 agosto 2001    | NEAT                       |
| 190740 -           | 2001 PX60                | 13 agosto 2001    | NEAT                       |
| 190741 -           | 2001 QJ1                 | 16 agosto 2001    | LINEAR                     |
| 190742 -           | 2001 QH6                 | 16 agosto 2001    | LINEAR                     |
| 190743 -           | 2001 QW6                 | 16 agosto 2001    | LINEAR                     |
| 190744 -           | 2001 QE7                 | 16 agosto 2001    | LINEAR                     |
| 190745 -           | 2001 QZ8                 | 16 agosto 2001    | LINEAR                     |
| 190746 -           | 2001 QD15                | 16 agosto 2001    | LINEAR                     |
| 190747 -           | 2001 QW36                | 16 agosto 2001    | LINEAR                     |
| 190748 -           | 2001 QZ36                | 16 agosto 2001    | LINEAR                     |
| 190749 -           | 2001 QT43                | 16 agosto 2001    | LINEAR                     |
| 190750 -           | 2001 QE54                | 16 agosto 2001    | LINEAR                     |
| 190751 -           | 2001 QM58                | 16 agosto 2001    | LINEAR                     |
| 190752 -           | 2001 QR61                | 16 agosto 2001    | LINEAR                     |
| 190753 -           | 2001 QF62                | 16 agosto 2001    | LINEAR                     |
| 190754 -           | 2001 QL79                | 16 agosto 2001    | LINEAR                     |
| 190755 -           | 2001 QS83                | 17 agosto 2001    | LINEAR                     |
| 190756 -           | 2001 QO93                | 22 agosto 2001    | LINEAR                     |
| 190757 -           | 2001 QT93                | 22 agosto 2001    | LINEAR                     |
| 190758 -           | 2001 QH96                | 22 agosto 2001    | LINEAR                     |
| 190759 -           | 2001 QC112               | 24 agosto 2001    | LINEAR                     |
| 190760 -           | 2001 QG116               | 17 agosto 2001    | LINEAR                     |
| 190761 -           | 2001 QX130               | 20 agosto 2001    | LINEAR                     |
| 190762 -           | 2001 QO134               | 22 agosto 2001    | LINEAR                     |
| 190763 -           | 2001 QU135               | 22 agosto 2001    | LINEAR                     |
| 190764 -           | 2001 QN137               | 22 agosto 2001    | LINEAR                     |
| 190765 -           | 2001 QE150               | 25 agosto 2001    | NEAT                       |
| 190766 -           | 2001 QU154               | 23 agosto 2001    | LONEOS                     |
| 190767 -           | 2001 QV158               | 23 agosto 2001    | LONEOS                     |
| 190768 -           | 2001 QV167               | 24 agosto 2001    | NEAT                       |
| 190769 -           | 2001 QJ196               | 22 agosto 2001    | LINEAR                     |
| 190770 -           | 2001 QA205               | 23 agosto 2001    | LONEOS                     |
| 190771 -           | 2001 QZ207               | 23 agosto 2001    | LONEOS                     |
| 190772 -           | 2001 QJ222               | 24 agosto 2001    | LONEOS                     |
| 190773 -           | 2001 QL236               | 24 agosto 2001    | LINEAR                     |
| 190774 -           | 2001 QL240               | 24 agosto 2001    | LINEAR                     |
| 190775 -           | 2001 QK241               | 24 agosto 2001    | LINEAR                     |
| 190776 -           | 2001 QY247               | 24 agosto 2001    | LINEAR                     |
| 190777 -           | 2001 QK249               | 24 agosto 2001    | LINEAR                     |
| 190778 -           | 2001 QD260               | 25 agosto 2001    | LINEAR                     |
| 190779 -           | 2001 QL276               | 19 agosto 2001    | LINEAR                     |
| 190780 -           | 2001 QA279               | 19 agosto 2001    | LINEAR                     |
| 190781 -           | 2001 QO285               | 23 agosto 2001    | NEAT                       |
| 190782 -           | 2001 QT285               | 23 agosto 2001    | NEAT                       |
| 190783 -           | 2001 QG290               | 16 agosto 2001    | LINEAR                     |
| 190784 -           | 2001 QL294               | 24 agosto 2001    | LONEOS                     |
| 190785 -           | 2001 RB5                 | 8 settembre 2001  | LINEAR                     |
| 190786 -           | 2001 RL7                 | 7 settembre 2001  | LINEAR                     |
| 190787 -           | 2001 RR13                | 10 settembre 2001 | LINEAR                     |
| 190788 -           | 2001 RT17                | 11 settembre 2001 | LINEAR                     |
| 190789 -           | 2001 RE19                | 7 settembre 2001  | LINEAR                     |
| 190790 -           | 2001 RQ20                | 7 settembre 2001  | LINEAR                     |
| 190791 -           | 2001 RF26                | 7 settembre 2001  | LINEAR                     |
| 190792 -           | 2001 RZ26                | 7 settembre 2001  | LINEAR                     |
| 190793 -           | 2001 RX28                | 7 settembre 2001  | LINEAR                     |
| 190794 -           | 2001 RS30                | 7 settembre 2001  | LINEAR                     |
| 190795 -           | 2001 RQ40                | 11 settembre 2001 | LINEAR                     |
| 190796 -           | 2001 RZ43                | 9 settembre 2001  | NEAT                       |
| 190797 -           | 2001 RA45                | 9 settembre 2001  | NEAT                       |
| 190798 -           | 2001 RT45                | 14 settembre 2001 | NEAT                       |
| 190799 -           | 2001 RE67                | 10 settembre 2001 | LINEAR                     |
| 190800 -           | 2001 RT68                | 10 settembre 2001 | LINEAR                     |

## 190801-190900
| Nome     | Designazione provvisoria | Data di scoperta  | Scopritore      |
| -------- | ------------------------ | ----------------- | --------------- |
| 190801 - | 2001 RF70                | 10 settembre 2001 | LINEAR          |
| 190802 - | 2001 RB79                | 10 settembre 2001 | LINEAR          |
| 190803 - | 2001 RA86                | 11 settembre 2001 | LONEOS          |
| 190804 - | 2001 RM86                | 11 settembre 2001 | LONEOS          |
| 190805 - | 2001 RJ90                | 11 settembre 2001 | LONEOS          |
| 190806 - | 2001 RL93                | 11 settembre 2001 | LONEOS          |
| 190807 - | 2001 RY95                | 11 settembre 2001 | Spacewatch      |
| 190808 - | 2001 RJ101               | 12 settembre 2001 | LINEAR          |
| 190809 - | 2001 RY104               | 12 settembre 2001 | LINEAR          |
| 190810 - | 2001 RE111               | 12 settembre 2001 | LINEAR          |
| 190811 - | 2001 RM113               | 12 settembre 2001 | LINEAR          |
| 190812 - | 2001 RU114               | 12 settembre 2001 | LINEAR          |
| 190813 - | 2001 RZ122               | 12 settembre 2001 | LINEAR          |
| 190814 - | 2001 RZ125               | 12 settembre 2001 | LINEAR          |
| 190815 - | 2001 RU135               | 12 settembre 2001 | LINEAR          |
| 190816 - | 2001 RO142               | 10 settembre 2001 | NEAT            |
| 190817 - | 2001 RC155               | 12 settembre 2001 | LINEAR          |
| 190818 - | 2001 SR2                 | 17 settembre 2001 | Yeung, W. K. Y. |
| 190819 - | 2001 SP14                | 16 settembre 2001 | LINEAR          |
| 190820 - | 2001 SY14                | 16 settembre 2001 | LINEAR          |
| 190821 - | 2001 SJ16                | 16 settembre 2001 | LINEAR          |
| 190822 - | 2001 SE22                | 16 settembre 2001 | LINEAR          |
| 190823 - | 2001 ST22                | 16 settembre 2001 | LINEAR          |
| 190824 - | 2001 SD23                | 16 settembre 2001 | LINEAR          |
| 190825 - | 2001 SL24                | 16 settembre 2001 | LINEAR          |
| 190826 - | 2001 SH34                | 16 settembre 2001 | LINEAR          |
| 190827 - | 2001 SJ39                | 16 settembre 2001 | LINEAR          |
| 190828 - | 2001 SJ47                | 16 settembre 2001 | LINEAR          |
| 190829 - | 2001 SK48                | 16 settembre 2001 | LINEAR          |
| 190830 - | 2001 SZ56                | 16 settembre 2001 | LINEAR          |
| 190831 - | 2001 SX65                | 17 settembre 2001 | LINEAR          |
| 190832 - | 2001 SX67                | 17 settembre 2001 | LINEAR          |
| 190833 - | 2001 SY71                | 17 settembre 2001 | LINEAR          |
| 190834 - | 2001 SD72                | 17 settembre 2001 | LINEAR          |
| 190835 - | 2001 SD75                | 19 settembre 2001 | LONEOS          |
| 190836 - | 2001 SP80                | 20 settembre 2001 | LINEAR          |
| 190837 - | 2001 ST90                | 20 settembre 2001 | LINEAR          |
| 190838 - | 2001 SE101               | 20 settembre 2001 | LINEAR          |
| 190839 - | 2001 SE104               | 20 settembre 2001 | LINEAR          |
| 190840 - | 2001 SA105               | 20 settembre 2001 | LINEAR          |
| 190841 - | 2001 SO105               | 20 settembre 2001 | LINEAR          |
| 190842 - | 2001 SS106               | 20 settembre 2001 | LINEAR          |
| 190843 - | 2001 SM114               | 20 settembre 2001 | Yeung, W. K. Y. |
| 190844 - | 2001 ST123               | 16 settembre 2001 | LINEAR          |
| 190845 - | 2001 SY130               | 16 settembre 2001 | LINEAR          |
| 190846 - | 2001 SP132               | 16 settembre 2001 | LINEAR          |
| 190847 - | 2001 SX136               | 16 settembre 2001 | LINEAR          |
| 190848 - | 2001 SS143               | 16 settembre 2001 | LINEAR          |
| 190849 - | 2001 SS153               | 17 settembre 2001 | LINEAR          |
| 190850 - | 2001 SL161               | 17 settembre 2001 | LINEAR          |
| 190851 - | 2001 SR172               | 16 settembre 2001 | LINEAR          |
| 190852 - | 2001 SB188               | 19 settembre 2001 | LINEAR          |
| 190853 - | 2001 SB194               | 19 settembre 2001 | LINEAR          |
| 190854 - | 2001 SQ200               | 19 settembre 2001 | LINEAR          |
| 190855 - | 2001 SA204               | 19 settembre 2001 | LINEAR          |
| 190856 - | 2001 SZ231               | 19 settembre 2001 | LINEAR          |
| 190857 - | 2001 SW265               | 25 settembre 2001 | Yeung, W. K. Y. |
| 190858 - | 2001 SP271               | 20 settembre 2001 | LINEAR          |
| 190859 - | 2001 SE278               | 21 settembre 2001 | LONEOS          |
| 190860 - | 2001 SZ278               | 21 settembre 2001 | LONEOS          |
| 190861 - | 2001 SC280               | 21 settembre 2001 | LONEOS          |
| 190862 - | 2001 SK280               | 21 settembre 2001 | LONEOS          |
| 190863 - | 2001 SS280               | 21 settembre 2001 | LONEOS          |
| 190864 - | 2001 SE326               | 17 settembre 2001 | Spacewatch      |
| 190865 - | 2001 TA19                | 10 ottobre 2001   | NEAT            |
| 190866 - | 2001 TX45                | 9 ottobre 2001    | Spacewatch      |
| 190867 - | 2001 TT48                | 14 ottobre 2001   | LINEAR          |
| 190868 - | 2001 TF50                | 13 ottobre 2001   | LINEAR          |
| 190869 - | 2001 TB56                | 15 ottobre 2001   | LINEAR          |
| 190870 - | 2001 TA68                | 13 ottobre 2001   | LINEAR          |
| 190871 - | 2001 TK74                | 13 ottobre 2001   | LINEAR          |
| 190872 - | 2001 TL82                | 14 ottobre 2001   | LINEAR          |
| 190873 - | 2001 TQ86                | 14 ottobre 2001   | LINEAR          |
| 190874 - | 2001 TR96                | 14 ottobre 2001   | LINEAR          |
| 190875 - | 2001 TR113               | 14 ottobre 2001   | LINEAR          |
| 190876 - | 2001 TW113               | 14 ottobre 2001   | LINEAR          |
| 190877 - | 2001 TW130               | 10 ottobre 2001   | NEAT            |
| 190878 - | 2001 TY134               | 13 ottobre 2001   | NEAT            |
| 190879 - | 2001 TK136               | 14 ottobre 2001   | NEAT            |
| 190880 - | 2001 TH162               | 11 ottobre 2001   | NEAT            |
| 190881 - | 2001 TF168               | 15 ottobre 2001   | LINEAR          |
| 190882 - | 2001 TT169               | 15 ottobre 2001   | LINEAR          |
| 190883 - | 2001 TT183               | 14 ottobre 2001   | LINEAR          |
| 190884 - | 2001 TT184               | 14 ottobre 2001   | LINEAR          |
| 190885 - | 2001 TQ189               | 14 ottobre 2001   | LINEAR          |
| 190886 - | 2001 TD201               | 11 ottobre 2001   | LINEAR          |
| 190887 - | 2001 TB212               | 13 ottobre 2001   | LINEAR          |
| 190888 - | 2001 TO216               | 13 ottobre 2001   | NEAT            |
| 190889 - | 2001 TA219               | 14 ottobre 2001   | LONEOS          |
| 190890 - | 2001 TB241               | 15 ottobre 2001   | LINEAR          |
| 190891 - | 2001 UU1                 | 16 ottobre 2001   | LINEAR          |
| 190892 - | 2001 UA4                 | 17 ottobre 2001   | Yeung, W. K. Y. |
| 190893 - | 2001 UW5                 | 21 ottobre 2001   | Yeung, W. K. Y. |
| 190894 - | 2001 UW8                 | 17 ottobre 2001   | LINEAR          |
| 190895 - | 2001 UO9                 | 17 ottobre 2001   | LINEAR          |
| 190896 - | 2001 UG21                | 17 ottobre 2001   | LINEAR          |
| 190897 - | 2001 UH24                | 18 ottobre 2001   | LINEAR          |
| 190898 - | 2001 UH31                | 16 ottobre 2001   | LINEAR          |
| 190899 - | 2001 UO40                | 17 ottobre 2001   | LINEAR          |
| 190900 - | 2001 UW44                | 17 ottobre 2001   | LINEAR          |

## 190901-191000
| Nome     | Designazione provvisoria | Data di scoperta | Scopritore   |
| -------- | ------------------------ | ---------------- | ------------ |
| 190901 - | 2001 UX54                | 16 ottobre 2001  | LINEAR       |
| 190902 - | 2001 UC60                | 17 ottobre 2001  | LINEAR       |
| 190903 - | 2001 UN73                | 17 ottobre 2001  | LINEAR       |
| 190904 - | 2001 UQ78                | 20 ottobre 2001  | LINEAR       |
| 190905 - | 2001 UX78                | 20 ottobre 2001  | LINEAR       |
| 190906 - | 2001 UN83                | 20 ottobre 2001  | LINEAR       |
| 190907 - | 2001 UD87                | 18 ottobre 2001  | Spacewatch   |
| 190908 - | 2001 US91                | 18 ottobre 2001  | NEAT         |
| 190909 - | 2001 UT98                | 17 ottobre 2001  | LINEAR       |
| 190910 - | 2001 UC105               | 20 ottobre 2001  | LINEAR       |
| 190911 - | 2001 UR113               | 22 ottobre 2001  | LINEAR       |
| 190912 - | 2001 UW113               | 22 ottobre 2001  | LINEAR       |
| 190913 - | 2001 UQ118               | 22 ottobre 2001  | LINEAR       |
| 190914 - | 2001 UG119               | 22 ottobre 2001  | LINEAR       |
| 190915 - | 2001 UO119               | 22 ottobre 2001  | LINEAR       |
| 190916 - | 2001 UD123               | 22 ottobre 2001  | LINEAR       |
| 190917 - | 2001 US126               | 17 ottobre 2001  | LINEAR       |
| 190918 - | 2001 UD139               | 23 ottobre 2001  | LINEAR       |
| 190919 - | 2001 UP142               | 23 ottobre 2001  | LINEAR       |
| 190920 - | 2001 UU144               | 23 ottobre 2001  | LINEAR       |
| 190921 - | 2001 UT151               | 23 ottobre 2001  | LINEAR       |
| 190922 - | 2001 UC154               | 23 ottobre 2001  | LINEAR       |
| 190923 - | 2001 UD158               | 23 ottobre 2001  | LINEAR       |
| 190924 - | 2001 UW158               | 23 ottobre 2001  | LINEAR       |
| 190925 - | 2001 UF188               | 17 ottobre 2001  | LINEAR       |
| 190926 - | 2001 UK197               | 19 ottobre 2001  | NEAT         |
| 190927 - | 2001 US206               | 20 ottobre 2001  | LINEAR       |
| 190928 - | 2001 UL211               | 21 ottobre 2001  | LINEAR       |
| 190929 - | 2001 VV3                 | 11 novembre 2001 | Spacewatch   |
| 190930 - | 2001 VF5                 | 10 novembre 2001 | BATTeRS      |
| 190931 - | 2001 VS5                 | 9 novembre 2001  | LINEAR       |
| 190932 - | 2001 VX6                 | 9 novembre 2001  | LINEAR       |
| 190933 - | 2001 VY12                | 10 novembre 2001 | LINEAR       |
| 190934 - | 2001 VT18                | 9 novembre 2001  | LINEAR       |
| 190935 - | 2001 VH22                | 9 novembre 2001  | LINEAR       |
| 190936 - | 2001 VZ25                | 9 novembre 2001  | LINEAR       |
| 190937 - | 2001 VT29                | 9 novembre 2001  | LINEAR       |
| 190938 - | 2001 VA32                | 9 novembre 2001  | LINEAR       |
| 190939 - | 2001 VD33                | 9 novembre 2001  | LINEAR       |
| 190940 - | 2001 VF36                | 9 novembre 2001  | LINEAR       |
| 190941 - | 2001 VA39                | 9 novembre 2001  | LINEAR       |
| 190942 - | 2001 VP40                | 9 novembre 2001  | LINEAR       |
| 190943 - | 2001 VB41                | 9 novembre 2001  | LINEAR       |
| 190944 - | 2001 VH45                | 9 novembre 2001  | LINEAR       |
| 190945 - | 2001 VC47                | 9 novembre 2001  | LINEAR       |
| 190946 - | 2001 VS49                | 10 novembre 2001 | LINEAR       |
| 190947 - | 2001 VK52                | 10 novembre 2001 | LINEAR       |
| 190948 - | 2001 VT55                | 10 novembre 2001 | LINEAR       |
| 190949 - | 2001 VL59                | 10 novembre 2001 | LINEAR       |
| 190950 - | 2001 VM62                | 10 novembre 2001 | LINEAR       |
| 190951 - | 2001 VU62                | 10 novembre 2001 | LINEAR       |
| 190952 - | 2001 VV63                | 10 novembre 2001 | LINEAR       |
| 190953 - | 2001 VD114               | 12 novembre 2001 | LINEAR       |
| 190954 - | 2001 VZ114               | 12 novembre 2001 | LINEAR       |
| 190955 - | 2001 VU118               | 12 novembre 2001 | LINEAR       |
| 190956 - | 2001 VC119               | 12 novembre 2001 | LINEAR       |
| 190957 - | 2001 VB125               | 11 novembre 2001 | LINEAR       |
| 190958 - | 2001 WZ8                 | 17 novembre 2001 | LINEAR       |
| 190959 - | 2001 WX9                 | 17 novembre 2001 | LINEAR       |
| 190960 - | 2001 WP20                | 17 novembre 2001 | LINEAR       |
| 190961 - | 2001 WB39                | 17 novembre 2001 | LINEAR       |
| 190962 - | 2001 WX44                | 18 novembre 2001 | LINEAR       |
| 190963 - | 2001 WD48                | 19 novembre 2001 | LONEOS       |
| 190964 - | 2001 XC                  | 2 dicembre 2001  | Durig, D. T. |
| 190965 - | 2001 XF5                 | 5 dicembre 2001  | NEAT         |
| 190966 - | 2001 XT15                | 10 dicembre 2001 | LINEAR       |
| 190967 - | 2001 XW33                | 7 dicembre 2001  | LINEAR       |
| 190968 - | 2001 XZ35                | 9 dicembre 2001  | LINEAR       |
| 190969 - | 2001 XF38                | 9 dicembre 2001  | LINEAR       |
| 190970 - | 2001 XS41                | 9 dicembre 2001  | LINEAR       |
| 190971 - | 2001 XY51                | 10 dicembre 2001 | LINEAR       |
| 190972 - | 2001 XD63                | 10 dicembre 2001 | LINEAR       |
| 190973 - | 2001 XR77                | 11 dicembre 2001 | LINEAR       |
| 190974 - | 2001 XA79                | 11 dicembre 2001 | LINEAR       |
| 190975 - | 2001 XQ93                | 10 dicembre 2001 | LINEAR       |
| 190976 - | 2001 XU95                | 10 dicembre 2001 | LINEAR       |
| 190977 - | 2001 XO98                | 10 dicembre 2001 | LINEAR       |
| 190978 - | 2001 XD101               | 10 dicembre 2001 | LINEAR       |
| 190979 - | 2001 XQ144               | 14 dicembre 2001 | LINEAR       |
| 190980 - | 2001 XY149               | 14 dicembre 2001 | LINEAR       |
| 190981 - | 2001 XQ150               | 14 dicembre 2001 | LINEAR       |
| 190982 - | 2001 XL151               | 14 dicembre 2001 | LINEAR       |
| 190983 - | 2001 XA172               | 14 dicembre 2001 | LINEAR       |
| 190984 - | 2001 XM173               | 14 dicembre 2001 | LINEAR       |
| 190985 - | 2001 XB177               | 14 dicembre 2001 | LINEAR       |
| 190986 - | 2001 XR189               | 14 dicembre 2001 | LINEAR       |
| 190987 - | 2001 XG203               | 11 dicembre 2001 | LINEAR       |
| 190988 - | 2001 XD215               | 13 dicembre 2001 | LINEAR       |
| 190989 - | 2001 XC223               | 15 dicembre 2001 | LINEAR       |
| 190990 - | 2001 XL223               | 15 dicembre 2001 | LINEAR       |
| 190991 - | 2001 XQ238               | 15 dicembre 2001 | LINEAR       |
| 190992 - | 2001 XH239               | 15 dicembre 2001 | LINEAR       |
| 190993 - | 2001 XO241               | 14 dicembre 2001 | LINEAR       |
| 190994 - | 2001 XN249               | 14 dicembre 2001 | LINEAR       |
| 190995 - | 2001 YP                  | 18 dicembre 2001 | Roe, J. M.   |
| 190996 - | 2001 YY10                | 17 dicembre 2001 | LINEAR       |
| 190997 - | 2001 YD15                | 17 dicembre 2001 | LINEAR       |
| 190998 - | 2001 YC18                | 17 dicembre 2001 | LINEAR       |
| 190999 - | 2001 YV22                | 18 dicembre 2001 | LINEAR       |
| 191000 - | 2001 YV27                | 18 dicembre 2001 | LINEAR       |